# İbradı
İbradı ist eine Gemeinde in der türkischen Provinz Antalya und Verwaltungssitz des gleichnamigen Landkreises İbradı. Laut einer Volkszählung aus dem Jahr 2000 hat İbradı 3.835 Einwohner.
İbradı liegt ca. 35 km nördlich von Manavgat und ca. 80 km östlich von Antalya in einer kleinen Ebene inmitten von Bergen.
In der ersten Septemberwoche findet jährlich das Traubenfest statt, bei dem Wettkämpfe veranstaltet werden und folkloristische Gruppen traditionelle Tänze zeigen.

## Geschichte
Über die Gründung von İbradı ist nicht viel bekannt. In der Umgebung befinden sich aber römische und hellenistische Ruinen. In der Zeit des Osmanischen Reiches war İbradı als Wissenschaftszentrum bekannt.
1889 wurde der Ort durch einen Brand zerstört. Sieben von den danach neu errichteten Häusern stehen unter Denkmalschutz.
Die Einheimischen sind Yörük. In der Region leben hauptsächlich Teke-Turkmenen vom Salur-Stamm der Oghusen.